# Psechrus zygon
Psechrus zygon es una especie de araña del género Psechrus. Es natural de Sri Lanka.